# Sopista
Los sopistas eran estudiantes universitarios sin recursos económicos que rondaban conventos, mesones y tabernas entregando su música y simpatía a cambio de un humilde plato o, en los conventos, la llamada sopa boba, distribuida gratuitamente como limosna a los pobres, sobre todo por franciscanos y dominicos (órdenes mendicantes). Aparecen con las primeras universidades españolas en el siglo XIII. También se extendieron al resto de Europa, donde fueron conocidos como goliardos.
En España la tradición se siguió manteniendo hasta nuestros días. A partir del siglo XVI se los conoce bajo el nombre de tuno, y se organizaron formando agrupaciones conocidas como tunas.
El término «sopista» es un doble sentido entre la referencia a la citada sopa boba y la semejanza fonética con la palabra sofista, filósofos de la Antigua Grecia que se servían de la retórica y el silogismo en sus juicios.
- Datos: Q5483515